# Monopetalanthus durandii
Monopetalanthus durandii é uma espécie vegetal da família Fabaceae.
Apenas pode ser encontrada no Gabão.